# Anne de Montmorency

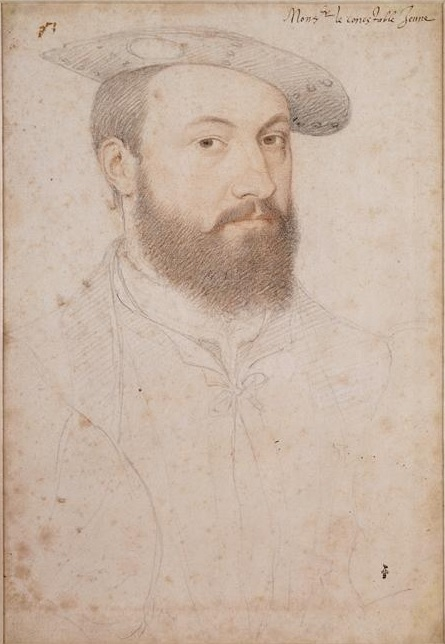
Anne de Montmorency, en 1530 por Jean Clouet.

Anne I de Montmorency (Chantilly, 15 de marzo de 1493 - París, 12 de noviembre de 1567) fue un noble, militar y prócer francés del siglo XVI. 

## Biografía
Su nombre de pila, Anne, se debe a que su madrina de bautismo fue Ana de Bretaña, Reina consorte de Francia. Fue el hijo mayor de Guillaume de Montmorency (1455-1531), Primer Barón Cristiano y Primer Barón de Francia, XVIII Señor y Barón de Montmorency, y como tal, fue el "Jefe del Nombre y de las Armas" de la Casa de Montmorency, por cesión hecha por su padre, Jean II de Montmorency, y autorizada por S.M. Luis XI de Francia. Su madre fue Anne Pot, Dama de Thorey y de la Roche-Pot, y Condesa de Saint-Pol.
Fue Primer Barón Cristiano y Primer Barón de Francia, XIX Señor y Barón de Montmorency "por la gracia de Dios", I Duque de Montmorency y Par de Francia, Mariscal de Francia y Gran Maestre de Francia y Conde de Baux. 
Condestable de Francia que combatió a los ejércitos del emperador Carlos V del Sacro Imperio Romano en sus disputas con Francisco I de Francia. Extremadamente poderoso, simbolizó el Renacimiento francés, fue íntimo amigo de los Reyes Francisco I y Enrique II de Francia.

## Trayectoria militar

### Campañas de Italia
Próximo desde su juventud al rey Francisco I, le acompañó en sus campañas en la Italia de la primera década del siglo XVI, distinguiéndose en las batallas de Rávena (1512) y, especialmente, en la de Marignano (1515). 
En 1516 es nombrado gobernador de Novara, y más tarde participa en las negociaciones entre el rey Francisco I y Enrique VIII de Inglaterra durante sus entrevistas de junio de 1520.
En 1521, tras dirigir con éxito la defensa de Mézières es nombrado mariscal de Francia y retorna a Italia, donde cae prisionero en la batalla de Pavía (1525). A su liberación, participa en la negociación del Tratado de Madrid de 1526 por la que es premiado con la posesión del castillo de Fère-en-Tardenois.
En 1536 vuelve a encontrarse frente a los ejércitos del emperador, esta vez defendiendo con éxito Marsella y la Provenza, acciones que le valen el título de condestable de Francia en 1538.
Enemistado con la Casa de Guisa, abandona la vida pública entre 1541 y 1547, retornando con la llegada al trono de Enrique II de Francia.

### Guerras por los Países Bajos
En su retorno a la vida pública, vuelve a destacar en la represión de levantamientos sucesivos en las regiones de Aquitania en 1548 y de Pas-de-Calais en 1549-1550. Dirige los ejércitos que toman para el reino de Francia en 1552 los obispados Imperiales de Metz, Toul y Verdún, hasta que es capturado en la batalla de San Quintín por las fuerzas imperiales y encarcelado durante dos años hasta la firma de la Paz de Cateau-Cambrésis en 1559.

### Guerras de religión
Con el reinado de Carlos IX de Francia y la firma del Edicto de Saint-Germain, en el contexto de rivalidades religiosas y de dinastías (Guisa y Borbones), participa con las fuerzas reales en la primera guerra de religión contra los hugonotes de 1562, obteniendo la victoria en Dreux, pero nuevamente cae prisionero hasta 1563. Ese mismo año lidera una expedición militar que expulsa el 29 de julio a las tropas inglesas que habían tomado la ciudad de El Havre por el Tratado de Hampton Court.
Durante la batalla de Saint-Denis el 10 de noviembre de 1567, es herido gravemente y muere dos días más tarde en París.

## Títulos
- Primer Barón Cristiano
- Primer Barón de Francia
- XIX Señor y Barón de Montmorency
- I Duque de Montmorency (1551, primer duque de Francia)
- Par de Francia
- Mariscal de Francia
- Gran Maestre de Francia
- Condestable de Francia
- Primer Gentilhombre de la Cámara de S.M. el Rey de Francia
- Primer ministro de los Reyes Francisco I y Enrique II
- Caballero de la Orden de San Miguel
- Caballero de la Orden de la Jarretera (Inglaterra)
- Capitán de 100 lanceros
- Gobernador de Languedoc
- Conde de Beaumont-sur-Oise
- Conde de Dammartin
- Vizconde de Melun
- Vizconde de Montreuil
- Barón del Balzo
- Barón de Châteaubriand
- Barón de Damville
- Barón de Préaux
- Barón de La Fère-en-Tardenois
- Barón de Montberon
- Señor y Castellano de l'Isle-Adam
- Señor y Castellano de Nogent
- Señor y Castellano de Valmandois
- Señor de Conflans-Sainte-Honorine
- Señor de Compiègne
- Señor de Chantilly
- Señor de Écouen
- Señor de Feuillarde
- Señor de Taverny
- Señor de Épinay
- Señor de Saint-Brice
- Señor de Groley
- Señor de Bonneval
- Señor de Bernaval
- Señor de Chaumont-en-Vexin
- Señor de Saint-Leu
- Señor de Montépilloy
- Señor de Villiers-le-Bel
- Señor de Offémont
- Señor de Mello
- Señor de Châteauneuf
- Señor de La Rochepot
- Señor de Thoré
- Señor de Dangu
- Señor de Méru
- Señor de Vigney
- Señor de Maintenay
- Señor de Macy, etc.

## Matrimonio y descendencia
El Primer Duque de Montmorency, casó en Saint-Germain-en-Laye el 10 de enero de 1529, con la Princesa Magdalena de Saboya, hermana de Honorato II de Saboya, hijos ambos del Príncipe René de Saboya, llamado "El Grande", conde de Villars y de Tende, Gobernador y Lugarteniente de Su Majestad en Provenza y Gran Maestre de Francia —hijo a su vez de Felipe II de Saboya—, y de Ana de Láscaris, Condesa de Villars y de Tende, y descendiente de los Emperadores de Constantinopla.
Fueron los legítimos padres de:
- 1. Francisco de Montmorency, el mayor, fue Duque de Montmorency, conde de Dammartin, Barón de Chateaubriand y Señor de L'Isle-Adam, además de Gran Maestre y Par de Francia. Falleció sin descendencia.
- 2. Enrique I de Montmorency, que asumió el mayorazgo de la Casa de Montmorency por la muerte de su hermano mayor.
- 3. Charles de Montmorency-Damville, Señor de Méru, luego Barón y Duque de Damville y Par de Francia.
- 4. Gabriel de Montmorency, Barón de Montbéron, fallecido en la Batalla de Dreux en 1562.
- 5. Guillaume de Montmorency-Thoré, Señor de Thoré, casado con Léonore d’Humières, y luego con Anne de Lalaing.
- 6. Éléonore de Montmorency, casada con François III de La Tour d'Auvergne, Vizconde de Turena, padres de Enrique de la Tour d'Auvergne, Vizconde de Turena y Duque de Bouillon.
- 7. Jeanne de Montmorency, casada con Luis III de La Trémoïlle, Vizconde y Duque de Thouars, Príncipe de Talmond y de Tarento, Conde de Taillebourg y de Benon, Señor de Gençay, Barón de Sully, de Craon, de Marans y de Noirmoutiers.
- 8. Catherine de Montmorency, casada con Gilbert III de Lévis-Mirepoix, Conde y Duque de Ventadour, y Par de Francia.
- 9. Marie de Montmorency, casada con Henri de Foix-Candale, Comte de Candale, de Benauges y de Astarac, Gobernador de Burdeos y de Bordelais.
- 10. Anne de Montmorency, Abadesa del Convento y Monasterio de la Santísima Trinidad de Caen.
- 11. Louise de Montmorency.
- 12. Madeleine de Montmorency, fallecida en 1598, Abadesa del mismo monasterio de su hermana Anne.